# Trepanation

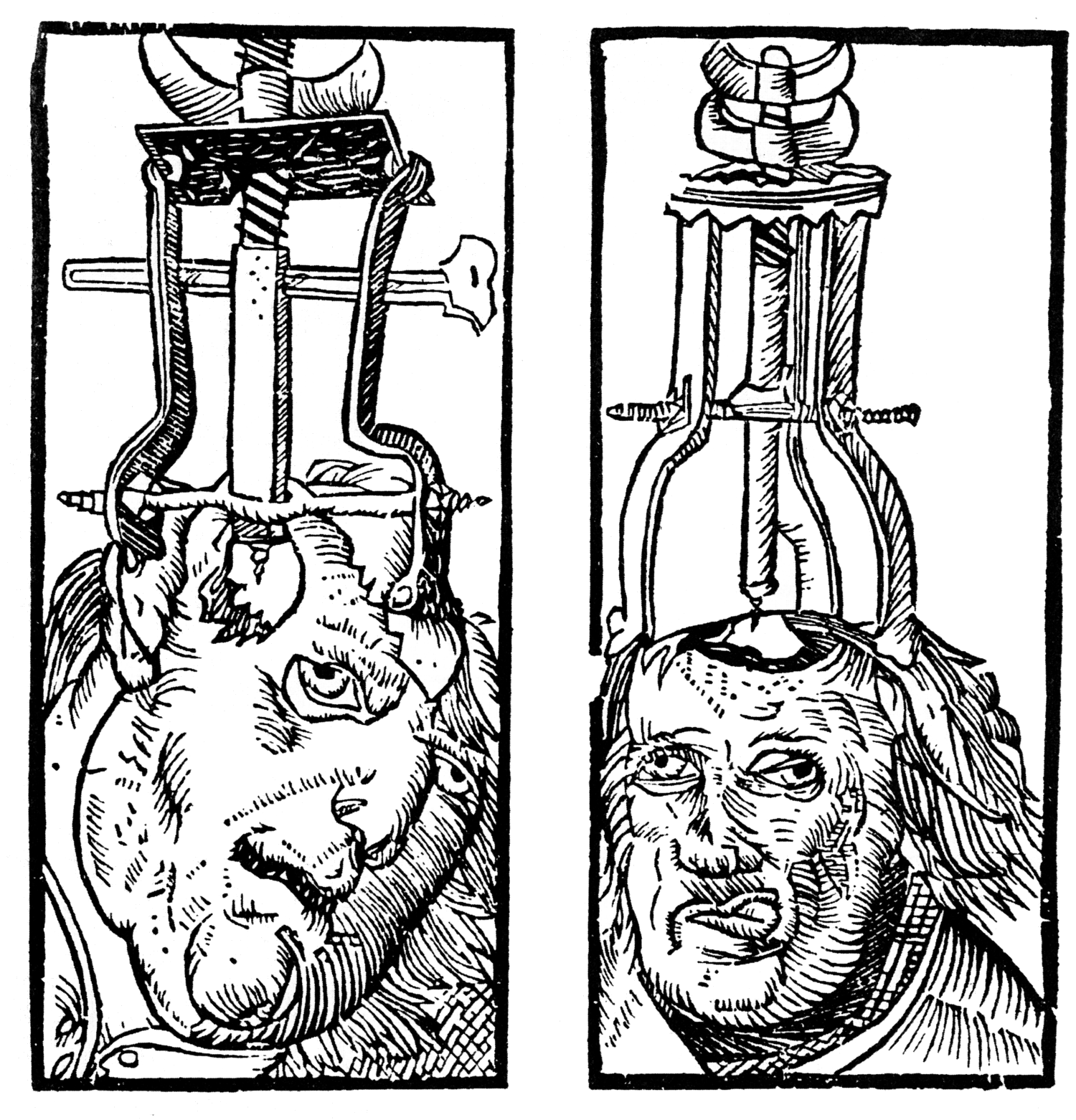
Gravyr från 1525 av Peter Treveris föreställande en trepanation

Trepanering eller trepanation (nylatin trepanatio, av trepan, ytterst av grekiska trypanon, borr) innebär att öppna ett område av kraniet. Det är en mycket gammal operationsmetod, som förekom redan under stenåldern. 
Anledningen till att trepanation ursprungligen infördes är inte säker; det är dock lätt att tänka sig att det var för att släppa ut, alternativt in, andar. Men även för att lätta på trycket hos de som hade migränanfall. Det är svårt att veta om patienten fick någon hjärnsubstans bortopererad eftersom det inte finns några spår av själva hjärnan. 
I det medicinska lexikon som sammanställdes av romaren Aulus Cornelius Celsus under första århundradet efter Kristus, anges trepanation som en sista utväg vid traumatiska hjärnskador. Syftet var då att låta blod och annan vätska rinna ut och därigenom minska trycket i kraniet. Celsus påpekar att de hinnor som omger hjärnan inte får skadas.
Det finns mycket gamla kranier, bland annat från stenåldern, som har spår efter lyckade operationer. Man vet att operationerna varit lyckade eftersom det skett nybildning av benvävnad längs kanten på öppningen i skallbenet. För att sådan nybildning ska ske måste patienten ha överlevt ingreppet.
Sten Andersson skriver i sin bok om Sartre att denne utsattes för trepanering vid 15 års ålder, pga en allvarlig infektion som spred sig till skallen. 

## Metod

Trepan från 1791 som användes på Georg Carl von Döbeln.

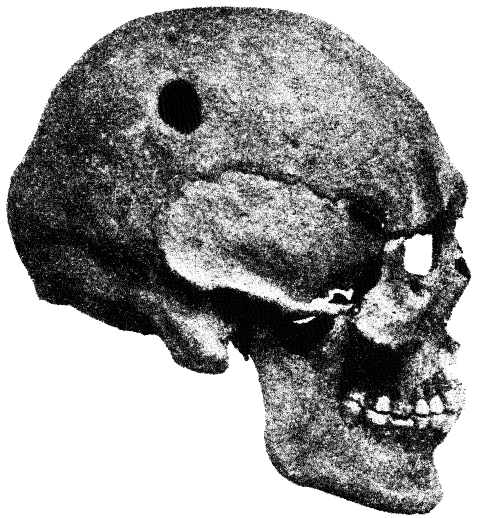
Trepanerad skalle

Operationen bestod av utsågning (utborrning) av ben, företrädesvis huvudskålens, för att upplyfta ett benstycke som blivit intryckt under den omgivande ytans nivå, alternativt för att bereda avlopp för samlat var eller blod. Det kunde också användas för att avlägsna tumörer eller för att uttaga främmande kroppar som inträngt i benet, exempelvis gevärskulor. 
Operationen verkställdes med ett instrument som kallades trepan, och utgjordes av en ihålig, i ena ändan sågtandad stålcylinder, som vreds med ett handtag, liknande de som snickare använder, den så kallade borrvreden. Med detta instrument utsågades cirkelrunda benskivor. För att innan en tillräcklig sågränna bildats hindra instrumentet från att slinta, fick det i början vrida sig omkring en i centrum sittande stålspets (pyramiden), vilken sedan togs bort. 
En ställbar metallring som satt utanpå stålcylindern, (abaptiston) hindrade att instrumentet, sedan benet blivit genomsågat, okontrollerat pressades in i underliggande mjukdelar. Hade själva sågningen gått tillräckligt djupt, skruvades en så kallad tirefond, en omkring två centimeter lång, konisk skruv, in i det av pyramiden bildade hålet med kraftigt handtag, varefter benbiten bröts loss. De engelska kirurgerna nyttjade ett slags trepan, som kallas trefin och som är försedd med skaft, liknande det på en korkskruv. 
Trepanation är den äldsta ingripande kirurgiska operation man känner till. Den beskrivs av Hippokrates och ingående av Celsus. I Danmark har den, såsom trepanerade skallar visar, säkert utförts under stenåldern.

## Trepanation i Sverige
De äldsta trepanerade skallarna i Sverige är från äldre järnåldern. Fyra stycken av dessa är funna i gravfältet (från omkring år 100 e. Kr.) på Smörkullen vid Alvastra järnvägsstation. Operationen är tydligen utförd både för att bota inre sjukdom, då skallens ben inte var skadade innan, och för krosskador på skallen. I Alvastra har det säkert funnits skickliga kirurger, då skallarna visar läkning och långt liv efter ingreppet. 
Även en trepanerad skalle från Klockrike och en från Sundby i Östergötland är från äldre järnåldern, likaså en från Vagnberga på Öland. På Gotland har en anträffats från vikingatiden, och troligen är även två trepanerade kranier, funna i Västerås, från yngre järnåldern. Alla dessa tio skallar visar läkning efter operationen. 
Det är svårare att konstatera trepanation då ingen läkning skett och patienten dött strax efter trepanationen. Ett kranium från Vagnhärad i Södermanland visar dock tecken på trepanation med tidig död därefter.